# Alois Pálenský
Alois Pálenský (30. července 1906, uvádí se i nesprávně 1908, Čikov – 27. července 1945 Osová Bítýška) byl český voják.

## Biografie
Alois Pálenský se narodil v roce 1906 v Čikově nedaleko Tasova. Vystudoval gymnázium v Třebíči a v roce 1927 nastoupil na vojenskou akademii v Hranicích a následně pokračoval na Vysokou školu válečnou v Praze. Nastoupil do československé armády, kde působil jako příslušník letectva a následně působil ve zpravodajských službách. V roce 1939 byla československá armáda rozpuštěna a Alois Pálenský se rozhodl odejít do emigrace přes Slovensko a Maďarsko. V Maďarsku byl uvězněn a předán německému gestapu. Následně byl odsouzen a umístěn do koncentračního tábora. Prošel tzv. pochodem smrti.
Po skončení druhé světové války se vrátil zpět do Československa, starala se o něj bratrova rodina, ale na následky útrap a nemocí zemřel v létě roku 1945. Byl pohřben na starém hřbitově v Tasově.

## Posmrtná připomínka
Jeho jméno je uvedeno na památníku obětem 1. a 2. světové války v Čikově a na pomníku obětem 2. světové války na Tychonově ulici v Praze.